# Anivorano Avaratra
Anivorano Avaratra är en ort i Madagaskar. Den ligger i den norra delen av landet, 700 km norr om huvudstaden Antananarivo. Anivorano Avaratra ligger 436 meter över havet och antalet invånare är 15 000.
Terrängen runt Anivorano Avaratra är kuperad norrut, men söderut är den platt. Runt Anivorano Avaratra är det glesbefolkat, med 19 invånare per kvadratkilometer. Anivorano Avaratra är det största samhället i trakten. Omgivningarna runt Anivorano Avaratra är en mosaik av jordbruksmark och naturlig växtlighet.